# Faule
Faule é uma comuna italiana da região do Piemonte, província de Cuneo, com cerca de 403 habitantes. Estende-se por uma área de 6,85 km², tendo uma densidade populacional de 58,8 hab/km². Faz fronteira com Casalgrasso, Moretta, Pancalieri (TO), Polonghera, Villafranca Piemonte (TO).

## Demografia
| Variação demográfica do município entre 1861 e 2011                               |
|                                                                                   |
| Fonte: Istituto Nazionale di Statistica (ISTAT) - Elaboração gráfica da Wikipedia |